# Organismes ediacarians

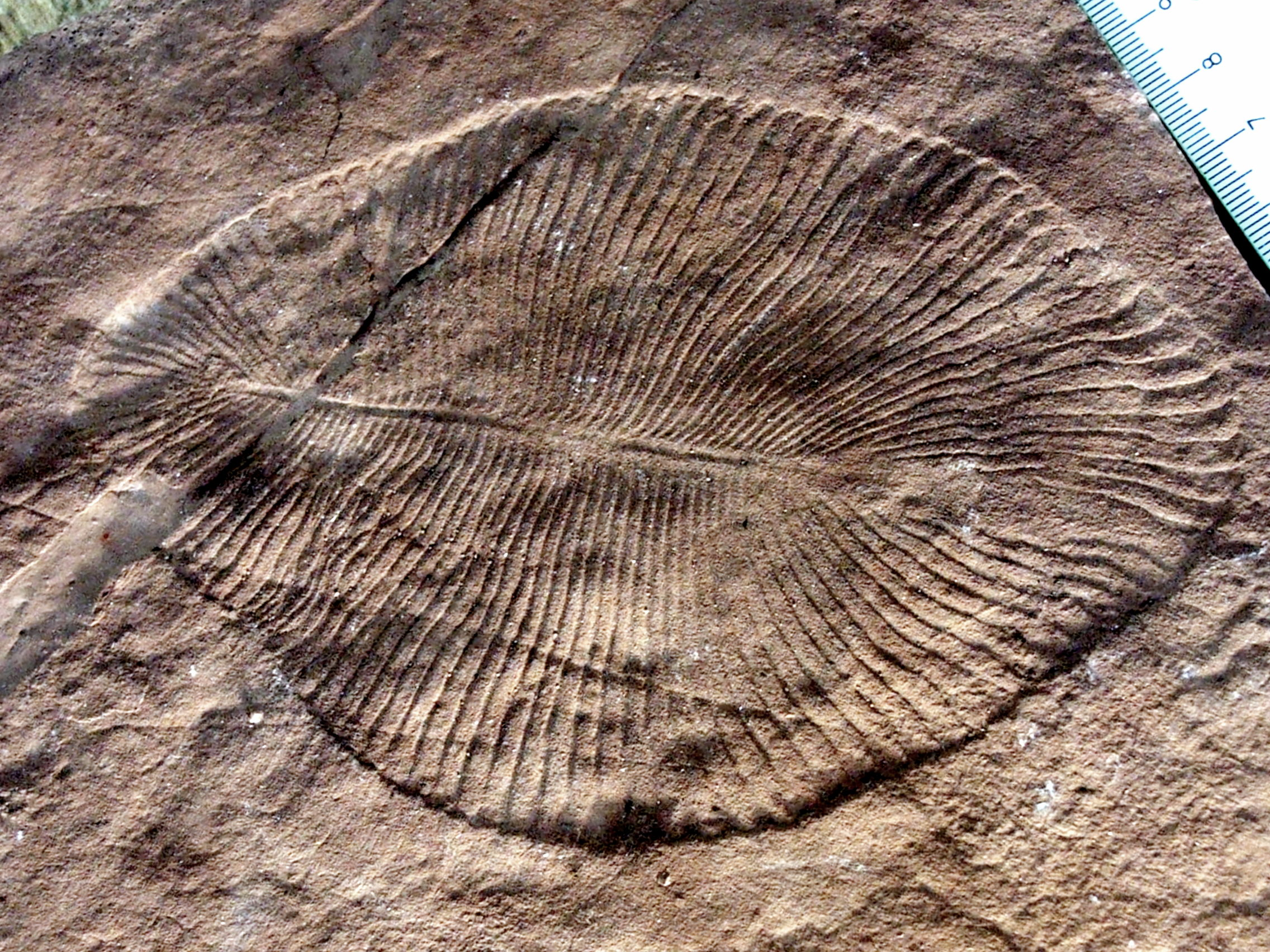
Dickinsonia, un organisme ediacarià que presenta l'aspecte enconxat característic dels éssers vius enigmàtics de l'Ediacarià.

Els organismes ediacarians són el conjunt d'éssers vius que habitaren la Terra durant el període Ediacarià (entre fa 635 i fa 541 milions d'anys). Eren organismes tubulars, amb forma de fronda i majoritàriament sèssils. Se n'han trobat icnofòssils arreu del món, que representen els organismes multicel·lulars complexos més antics coneguts.
Possiblement experimentaren una radiació evolutiva en l'explosió d'Avalon, un esdeveniment hipotètic que hauria tingut lloc fa 575 milions d'anys, quan la Terra ja s'havia desglaçat després de l'extensa glaciació del Criogenià. La seva desaparició coincidí amb l'escalada vertiginosa de la biodiversitat coneguda com a «explosió cambriana». La major part dels plans corporals d'animals que encara es veuen avui en dia aparegueren al registre fòssil durant el Cambrià, no l'Ediacarià. En el cas dels macroorganismes, sembla que els éssers vius del Cambrià desplaçaren gairebé completament els organismes que havien dominat el registre fòssil ediacarià, tot i que les seves relacions no estan clares.
Els organismes ediacarians aparegueren per primera vegada fa uns 580 milions d'anys, i prosperaren fins a l'inici del Cambrià, fa 542 milions d'anys, quan desaparegueren les comunitats característiques de fòssils. Tot i que alguns rars fòssils que en podrien representar supervivents han estat descoberts tan tard com el Cambrià mitjà (entre fa 510 i 500 milions d'anys), les comunitats de fòssils més primitives desapareixen del registre fòssil al final de l'Ediacarià, deixant únicament fragments polèmics d'ecosistemes que antigament havien prosperat, si és que deixaren alguna cosa. Existeixen diverses hipòtesis per a explicar aquesta desaparició, incloent-hi un biaix de conservació, un ambient canviant, l'aparició de depredadors o la competició d'altres formes de vida.
Alguns organismes ediacarians podrien haver estat estretament relacionats amb grups que més endavant esdevindrien prominents; per exemple, Kimberella mostra algunes semblances amb els mol·luscs, i es creu que alguns organismes presenten simetria bilateral, tot i que això és polèmic. La majoria de fòssils microscòpics són morfològicament distints de les formes de vida posteriors; semblen discs, bosses plenes de fang o matalassos esponjosos. És difícil classificar-los, i l'assignació d'algunes espècies és incerta fins i tot a nivell de regne –animal, fong, protist, etc. Un paleontòleg fins i tot ha aconseguit suport per a la seva teoria d'un regne separat, Vendozoa (actualment conegut com a Vendobionta). La seva forma estranya i la seva aparent llunyania respecte a organismes posteriors han portat alguns investigadors a considerar els organismes ediacarians un «experiment fallit» de la vida pluricel·lular i que la vida pluricel·lular posterior tornà a evolucionar més endavant a partir d'organismes unicel·lulars no relacionats.

## Història

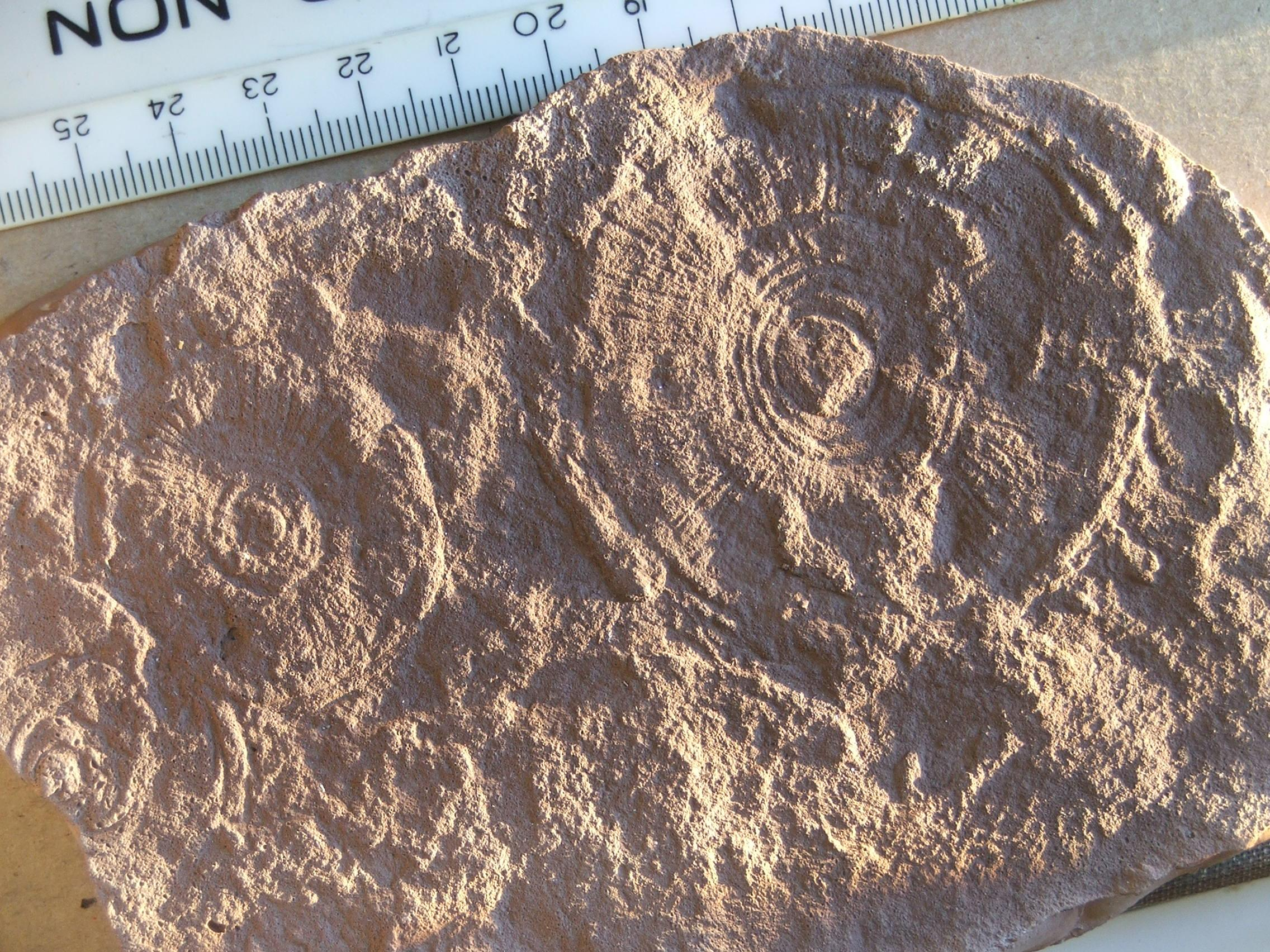
Cyclomedusa, un organisme ediacarià de posició taxonòmica incerta amb un aspecte esponjós

Els primers fòssils ediacarians descoberts foren Aspidella terranovica, amb forma de disc, el 1868. El seu descobridor, Alexander Murray, un agrimensor de geologia, els considerà eines útils per determinar l'edat de roques de la zona de Terranova. Tanmateix, com que es trobaven per sota dels «estrats primordials», els estrats cambrians, que es considerava que contenien els primers indicis de vida, passaren quatre anys abans que algú s'atrevís a suggerir que fossin fòssils. La proposta d'Elkanah Billings fou descartada pels seus col·legues a causa de la seva forma senzilla, i foren considerades estructures d'escapament de gasos, concrecions inorgàniques, o fins i tot trampes parades per un déu maliciós per sembrar la manca de fe. En aquells temps, encara no es coneixien estructures similars en cap altre indret del món, i aquest debat desigual aviat caigué en oblit. El 1933, Georg Gürich en descobrí exemplars a Namíbia, però la ferma creença que la vida tenia els seus orígens en el Cambrià feu que fossin assignats a aquest període, i no es traçà cap relació amb Aspidella. El 1946, Reg Sprigg descobrí «meduses» als monts Ediacara, de les muntanyes Flinders, però es creia que aquestes roques pertanyien al Cambrià inferior, de manera que, tot i que el descobriment despertà un cert grau d'interès, no s'atragué gaire atenció seriosa.
No fou fins al descobriment a Gran Bretanya de l'icònic Charnia el 1957 que es començà a considerar seriosament que el Precambrià contingués vida. Aquest fòssil amb forma de fronda fou descobert al bosc de Charnwood d'Anglaterra, i a causa del detallat mapatge geològic del British Geological Survey, no hi havia cap dubte que aquests fòssils reposaven en roques precambrianes. El paleontòleg Martin Glaessner traçà finalment la connexió entre aquest descobriment i altres d'anteriors i amb una combinació de datacions més precises dels exemplars existents i una injecció de vigor a la recerca, se'n descobriren molts més exemples.
Tanmateix, tots els exemplars descoberts fins al 1967 es trobaven en un gres de grans rugosos que evitava que en quedessin conservats els detalls delicats, fent que fos difícil interpretar-los. El descobriment de S. B. Misra de capes de cendra fossilíferes en l'associació de Mistaken Point ho canvià tot, car la conservació dels detalls que feia possible la fina cendra permeté descriure'n característiques que anteriorment eren invisibles.
La pobra comunicació, juntament amb la dificultat de correlacionar formacions globalment distintes, feu que sorgissin una miríada de noms diferents per a aquests organismes. El 1960, el nom francès Édiacarien (pels monts Ediacara a Austràlia Meridional, que deuen el seu nom a l'aborigen Idiyakra, «hi ha aigua») s'afegí als termes rivals «Sinià» i «Vendià», per a referir-se a les roques precambrianes terminals, noms que també foren donats als organismes. «Ediacarià» fou posteriorment aplicat a l'època o període geològic i a les seves roques corresponents. El març del 2004, la Unió Internacional de Ciències Geològiques posà fi a la inconsistència donant formalment nom al període terminal del Neoproterozoic en honor del topònim australià.

## Conservació

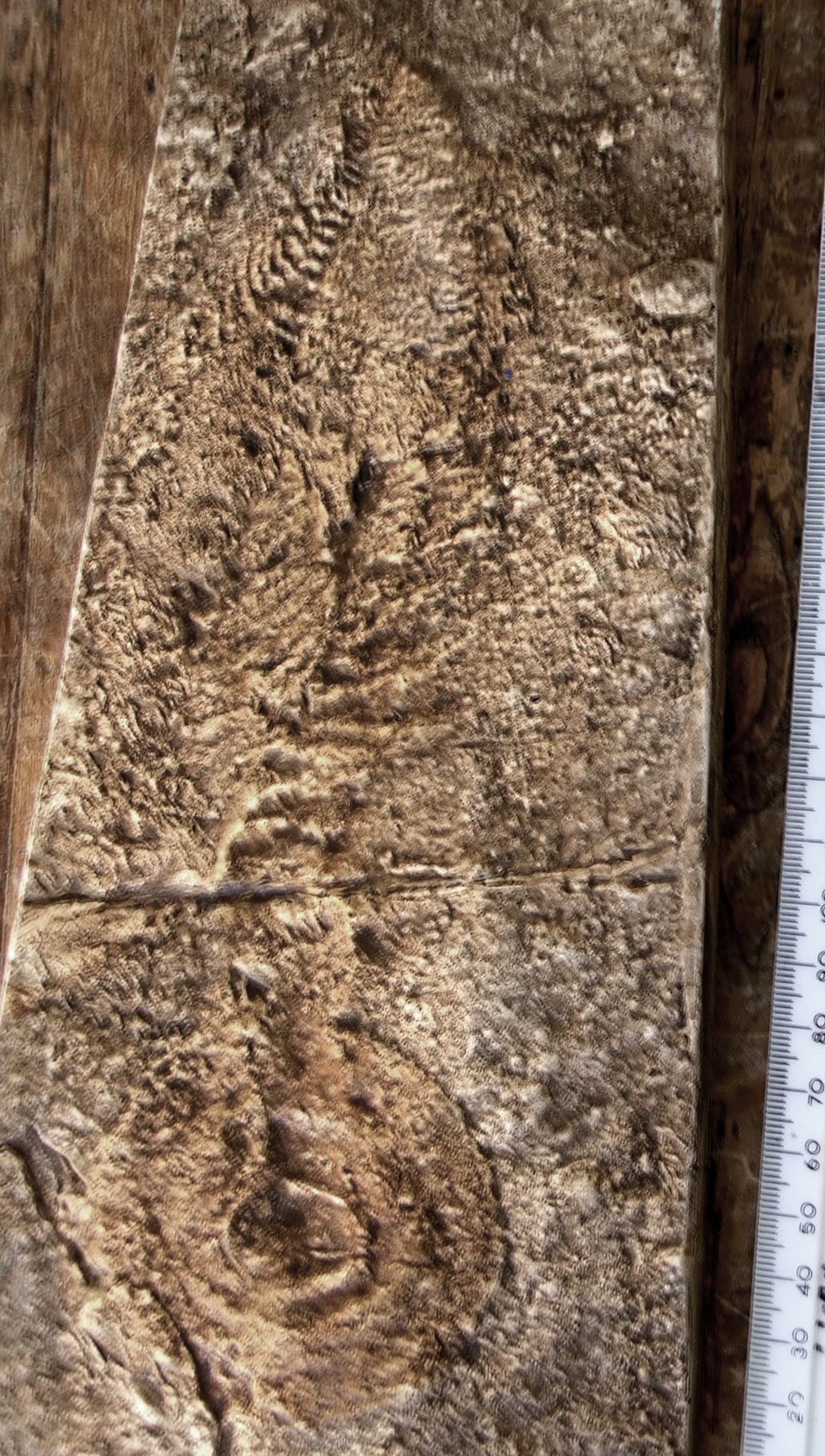
El Charniodiscus fòssil a penes es pot distingir de la textura de «pell d'elefant» en aquesta rèplica.

La vasta majoria del registre fòssil es compon de la robusta matèria esqueletal dels cadàvers degradats. Per això, com que els organismes ediacarians tenien cossos tous i mancaven d'esquelet, la seva conservació en abundància és sorprenent. Segurament, hi contribuí l'absència de criatures excavadores en aquests sediments; car a partir de l'evolució d'aquests organismes en el Cambrià, les impressions de cossos tous foren generalment pertorbades abans que es poguessin fossilitzar.

### Catifes de microbis
Les catifes de microbis són zones de sediments que han quedat estabilitzades per la presència de colònies de microbis, que secreten fluids enganxosos o uneixen les partícules sedimentàries d'alguna manera. Sembla que migren cap amunt quan queden cobertes per una capa prima de sediments, però això és una il·lusió provocada pel creixement de la colònia; els individus en si no es mouen. Si queda dipositada una capa de sediments massa gruixuda abans que puguin créixer o reproduir-se a través d'ella, algunes parts de la colònia moriran, deixant fòssils amb una característica textura arrugada de «pell d'elefant».
La majoria d'estrats ediacarians amb la textura de «pell d'elefant» característica de les catifes de microbis contenen fòssils, i els fòssils ediacarians no es troben gairebé mai en estrats que no continguin aquestes catifes. Tot i que les catifes de microbis foren molt esteses en el passat remot, l'evolució d'organismes pasturadors en el Cambrià en feu disminuir significativament el nombre,
i aquestes comunitats estan actualment limitades a refugis inhòspits, en què els depredadors no poden sobreviure prou temps per a menjar-se-les.

### Fossilització
La conservació d'aquests fòssils és un dels elements que els fan tan fascinants per a la ciència. Com a organismes de cos tou que eren, normalment no es fossilitzarien. A diferència d'altres formes de vida de cos tou posteriors (com les dels esquists de Burgess o els llims de Solnhofen), els organismes ediacarians no es troben en un ambient restringit subjecte a condicions locals inusuals; eren un fenomen global. Els processos que intervingueren en la fossilització devien haver estat sistemàtics i presents arreu del món. Hi havia quelcom de molt diferent del període Ediacarià que permeté que aquestes delicades criatures fossin conservades. Es creu que els fòssils foren preservats gràcies al fet que foren ràpidament coberts per cendres o sorra, atrapant-los contra el fang o les catifes de microbis en què vivien. Les capes de cendra ofereixen més detalls, i se les pot datar fàcilment amb precisió amb un marge d'error d'un milió d'anys o menys per mitjà de la datació radiomètrica.
Tanmateix, és més habitual trobar fòssils ediacarians en capes de sorra dipositades per tempestes o per corrents oceànics d'alta energia que fregaven el fons marí, coneguts com a turbidites. Actualment, els organismes de cos tou gairebé no es fossilitzen mai en esdeveniments com aquests, però la presència d'extenses capes de microbis probablement contribuí a la preservació dels organismes ediacarians, estabilitzant-ne les impressions en el sediment.

### Què quedà preservat?
El ritme de cimentació del substrat superjacent, en relació al ritme de descomposició de l'organisme, determina si es conserva la superfície superior o inferior de l'organisme. La majoria de fòssils amb forma de disc es descompongueren abans que se cimentés el substrat superjacent, i la cendra o la sorra ompliren el buit, deixant una rèplica de la part inferior de l'organisme.
En canvi, els fòssils d'organismes esponjosos tendeixen a descompondre's després de la cimentació del sediment superjacent; per tant, se'n conserva la superfície superior. La seva naturalesa més resistent es reflecteix en el fet que, en rares ocasions, es troben fòssils d'organismes esponjosos dins d'estrats acumulats en tempestes. La violenta sedimentació no els destruí com ho hauria fet amb els discs, menys resistents. A més, en alguns casos, la precipitació eubacterial de minerals formà una «màscara mortuòria» que creà una rèplica de l'organisme.

## Morfologia
Els organismes ediacarians exhibien una immensa varietat de característiques morfològiques. La seva mida anava de l'escala de mil·límetres a la de metres; la seva complexitat, de simples «taques» a complicada; la seva rigidesa, de robusta i resistent, a tova com la gelatina. Gairebé totes les formes de simetria hi eren presents. Aquests organismes es distingien de fòssils anteriors en el fet que presentaven una estructura pluricel·lular organitzada i diferenciada, i mides de molts centímetres.
Aquestes morfologies variades es poden agrupar grosso modo en tàxons de formes:
EmbrionsEls descobriments recents de vida pluricel·lular precambriana han estat dominats per informes d'embrions, especialment de la formació de Doushantuo de la Xina. Alguns descobriments despertaren un gran interès dels mitjans, tot i que alguns han afirmat que en realitat són estructures no orgàniques formades per la precipitació de minerals dins un forat. Altres «embrions» han estat interpretats com a restes de bacteris reductors de sofre gegants similars a Thiomargarita, una vista molt discutida però que està aconseguint suport gradualment.: Microfòssils de fa 632,5 milions d'anys –només tres milions d'anys després de la fi de les glaciacions del Criogenià– podrien representar «etapes de repòs» embriòniques en el cicle vital dels animals més antics coneguts.
Una teoria alternativa és que aquestes estructures representen etapes adultes dels animals d'aquest període.
DiscsFòssils circulars, com ara Ediacaria, Cyclomedusa i Rugoconites, feren que els fòssils ediacarians fossin identificats originalment com a cnidaris, un grup que també inclou les meduses i els coralls. Examinacions posteriors han portat a interpretacions alternatives dels fòssils amb forma de disc: actualment, cap n'és considerat amb certesa una medusa. Altres interpretacions hi inclouen rizoides, protists i anemones de mar; els patrons presents en què es troben dos exemplars han fet que molts individus aparents siguin identificats com a colònies de microbis. Sovint manquen trets útils de diagnòstic perquè només la part inferior de l'organisme ha quedat preservada.
BossesFòssils com ara Pteridinium, conservats dins de capes sedimentàries, semblen «bosses plenes de fang». La comunitat científica està molt lluny d'arribar a un consens sobre com interpretar-los.
Organismes esponjososEls organismes considerats en la definició revisada de Vendobionta d'A. Seilacher comparteixen una aparença esponjosa i recorden un matalàs inflable. A vegades, aquestes «esponges» foren trencades o esquerdades abans de conservar-se; aquests exemplars danyats ofereixen indicis valuosos per al procés de reconstrucció. Per exemple, les tres (o més) frondes petaloides de Swartpuntia germsi només es poden reconèixer en exemplars danyats –normalment, les diverses frondes quedaven ocultes quan els organismes eren aixafats durant l'enterrament.
Aquesta classe d'organismes «rangeomorfs», que inclou els cèlebres Charnia i Charniodiscus, és la més icònica dels organismes ediacarians, però també la més difícil de situar dins l'arbre de la vida existent. L'estructura esponjosa podria derivar d'un avantpassat comú compartit (sinapomorfia), però si es tractava de la forma més ecològicament útil per a un organisme, diferents llinatges podrien haver desenvolupat una morfologia similar (evolució convergent).
Ediacarians no ediacariansAlguns organismes ediacarians han conservat detalls més complexos, cosa que ha permès que siguin interpretats com a possibles formes primitives de fílums vivents, excloent-los d'algunes definicions dels organismes ediacarians.
El fòssil més antic d'aquest tipus és el suposat bilateral Vernanimalcula, que segons alguns és, en canvi, la part interior d'un sac d'ous o acritarc. Exemples més recents, acceptats gairebé universalment com a bilaterals, inclouen Kimberella, semblant a un mol·lusc, Spriggina (en la imatge), i Parvancorina, amb forma d'escut, les relacions dels quals són actualment debatudes.
Una sèrie de fòssils coneguts com a petits fòssils amb closca daten de l'Ediacarià, el més cèlebre dels quals és Cloudina, un petit fòssil amb forma de tub que presenta marques de depredació, suggerint que, encara que els depredadors potser no haurien estat gaire comuns durant l'Ediacarià, com a mínim existien.
En l'Ediacarià, ja existien representants de tàxons moderns, alguns dels quals es poden reconèixer en l'actualitat. Les esponges, les algues vermelles i verdes, els protists i els bacteris són tots fàcilment recognoscibles, i alguns d'aquests ja existien milers de milions d'anys abans de l'Ediacarià.
IcnofòssilsEls únics caus de l'Ediacarià són horitzontals, en la superfície o just a sota. Aquests caus impliquen que existien organismes mòbils amb caps, que probablement haurien presentat una simetria bilateral. Això els situaria dins el clade animal dels bilaterals. Uns suposats caus de fa 1.100 milions d'anys podrien haver estat construïts per animals que s'alimentaven de la part inferior de les capes microbials, cosa que els hauria protegits d'un oceà amb una química poc apta; tanmateix, la seva amplada desigual i puntes estretes fan que sigui difícil proposar-ne un origen biològic. Els caus coneguts impliquen un comportament simple, i l'evidència d'un comportament d'alimentació complex i eficient de principis del Cambrià hi està absent. Alguns fòssils ediacarians, especialment els discs, han estat interpretats temptativament com a icnofòssils, però aquesta hipòtesi no ha aconseguit gaire suport. A més dels caus, s'han trobat icnofòssils directament associats amb un fòssil ediacarià. Yorgia i Dickinsonia apareixen sovint al final de llargues vies d'icnofòssils que es corresponen amb la seva forma; el mètode de formació d'aquests fòssils no relacionats però que apareixen junts roman en gran part com un misteri. El mol·lusc potencial Kimberella està associat amb marques de ratllades, possiblement formades per una ràdula; altres indicis de fa 555 milions d'anys semblen implicar la presència d'organismes que s'arrossegaven i excavaven caus.

## Classificació i interpretació
La classificació dels organismes ediacarians és difícil, i existeixen diverses teories quant a la posició que els correspon en l'arbre de la vida.

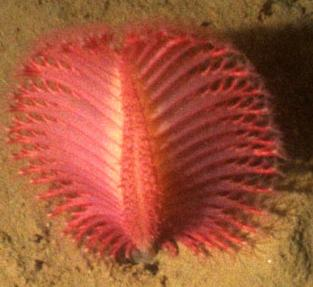
Un pennatulaci, un cnidari modern que presenta una certa semblança amb Charnia

### Cnidaris
Com que els cnidaris són considerats els eumetazous (animals pluricel·lulars amb teixits) més primitius, el primer intent de categoritzar aquests fòssils els definí com a meduses i pennatulacis. Tanmateix, un estudi detallat del seu cicle de creixement ha descartat aquesta hipòtesi.

### L'albada de la vida animal
Martin Glaessner suggerí en The dawn of animal life (L'albada de la vida animal, 1984) que els organismes ediacarians eren membres d'un grup de tija dels fílums moderns, però que no n'eren familiars perquè encara no havien desenvolupat els trets característics que s'utilitzen en la classificació moderna. Adolf Seilacher respongué suggerint que l'Ediacarià fou l'escenari en què els animals superaren els protists gegants com a forma de vida dominant.
El 1986, Mark McMenamin afirmà que els organismes ediacarians no tenien una fase embriònica, per la qual cosa no podien ser animals. Segons ell, aquests organismes desenvoluparen un sistema nerviós i un cervell de manera independent, així que «el camí cap a la vida intel·ligent fou començat més d'una vegada en aquest planeta», tot i que aquesta idea no ha rebut gaire suport.

### Nou fílum
L'afirmació més cèlebre de Seilacher fou que els organismes ediacarians representaven un grup únic i extingit de formes relacionades que descendien d'un avantpassat comú (un clade) i creà el regne Vendozoa, anomenat així per l'era vendiana, actualment obsoleta. Més endavant, n'exclogué fòssils que foren identificats com a metazous i tornà a proposar el fílum Vendobionta.
Descrigué els vendobionts com a cnidaris esponjosos sense cnidocits. Aquesta absència de cnidòcits impedeix que aquestes formes s'alimentessin com els cnidaris actuals, de manera que Seilacher suggerí que podrien haver sobreviscut gràcies a una simbiosi amb organismes fotosintètics o quimiòtrofs.

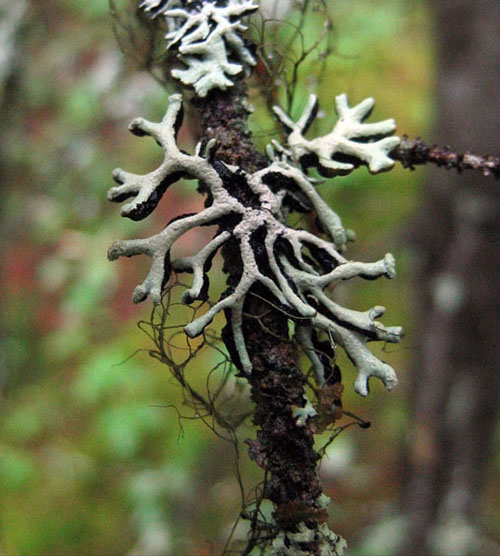
El liquen amb una estructura tridimensional pot quedar conservat de manera similar a la fusta

### Líquens
La hipòtesi de Gregory Retallack que els organismes ediacarians eren líquens
no ha aconseguit un ampli suport. Argumenta que els fòssils no estan tan aixafats com meduses fossilitzades en situacions similars, i el seu relleu s'aproxima més al de la fusta petrificada. Remarca que les parets quitinoses de les colònies de liquen oferirien una resistència similar a la compactació, i afirma que la gran mida dels organismes –a vegades, de més d'un metre de diàmetre, molt més grans que qualsevol dels caus conservats– representa una evidència en contra de la seva classificació dins dels animals.

### Altres interpretacions
Gairebé tots els fílums possibles han estat utilitzats per a acomodar els organismes ediacarians en alguna ocasió, des de les algues, fins als protists coneguts com a foraminífers, passant pels fongs, o colònies eubacterials o microbials, així com grups intermedis hipotètics entre les plantes i els animals.

## Origen
Quan aparegueren els organismes ediacarians, fa 655 milions d'anys, ja havien passat gairebé 4.000 milions d'anys des de la formació de la Terra. Tot i que hi ha suposats fòssils que daten de fa 3.460 milions d'anys, la primera prova inequívoca de vida data de fa 2.700 milions d'anys, i fa 1.200 milions d'anys ja existien amb tota certesa cèl·lules amb nucli. Per què calgué tant de temps perquè apareguessin formes amb un grau de complexitat com el dels organismes ediacarians?
Possiblement, no hi hagi cap explicació especial; el lent procés evolutiu simplement requerí 4.000 milions d'anys per acumular les adaptacions necessàries. De fet, sembla que hi ha un lent augment en el nivell màxim de complexitat al llarg d'aquest temps, amb l'evolució de formes de vida més i més complexes amb el pas del temps, amb indicis de vida anterior semicomplexa com ara Nimbia, de la formació Twitya (fa 610 milions d'anys), que possiblement presentava la morfologia més complexa d'aquell temps.

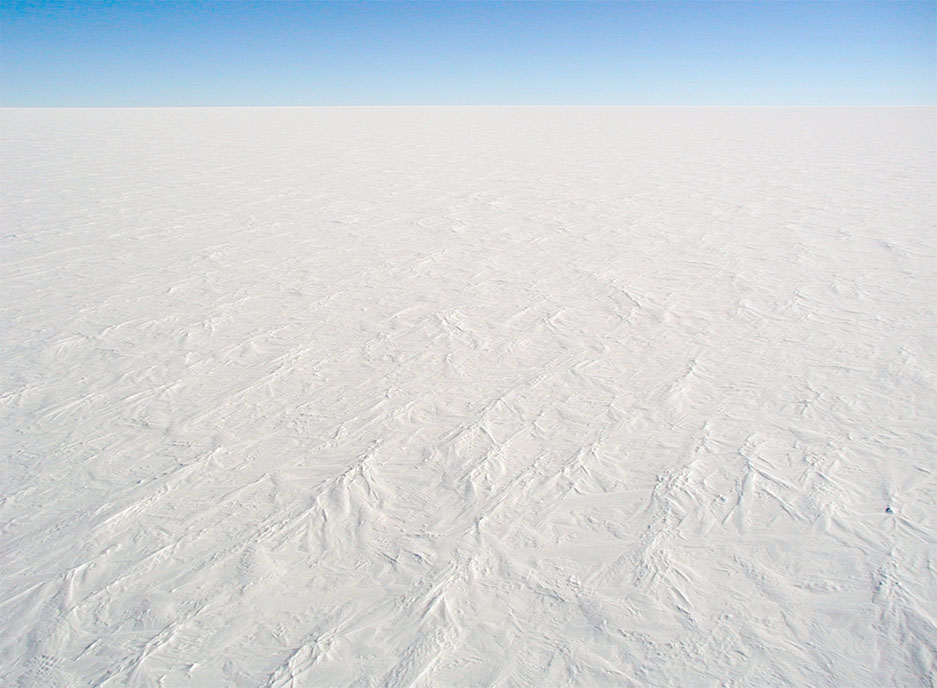
Casquets de glaç d'abast global podrien haver retardat o impedit l'aparició de la vida pluricel·lular

El corrent de pensament alternatiu és que simplement no era un avantatge ser gran fins a l'aparició dels organismes ediacarians; l'ambient afavoria les formes petites. Un exemple actual d'aquest fet és el plàncton, la petita mida del qual li permet reproduir-se ràpidament per aprofitar els efímers nutrients abundants dels floriments d'algues. Tanmateix, l'ambient hauria d'haver estat molt diferent perquè una dimensió més gran no hagués estat mai avantatjosa.
Un dels principals factors que limiten la mida és la quantitat d'oxigen en l'atmosfera. Sense un sistema circulatori complex, un aire amb una baixa concentració d'oxigen no pot arribar al centre d'un organisme prou ràpidament per a respondre a les necessitats del seu metabolisme.
En la Terra primitiva, elements reactius com ara el ferro i l'urani existien en una forma reduïda; reaccionaven amb l'oxigen produït per organismes fotosintètics. L'oxigen no pogué començar a acumular-se en l'atmosfera fins que tot el ferro quedà oxidat (creant formacions de ferro bandat), així com els altres elements reactius. Donald Canfield detectà indicis de les primeres quantitats significatives d'oxigen en l'atmosfera just abans de l'aparició dels primers fòssils ediacarians —i la presència d'oxigen atmosfèric aviat fou assenyalada com el possible element desencadenador de la radiació ediacarana. Sembla que l'oxigen s'acumulà en dues etapes; l'aparició de petits organismes sèssils (estàtics) sembla correspondre's amb un primer pols d'oxigenació, i l'aparició d'organismes més grans i mòbils coincideix amb un segon pols. La resolució del registre fòssil és massa baixa per tractar aquesta teoria com a definitiva, i les investigacions actuals intenten determinar amb precisió el paper que podria haver-hi jugat l'oxigen.
Els períodes de fred intens també han estat suggerits com a obstacle per a l'evolució de vida pluricel·lular. Els embrions més antics coneguts, de la formació de Doushantuo a la Xina, apareixen només un milió d'anys després que la Terra emergís d'una glaciació global, i suggereix que una capa de glaç i uns oceans freds podrien haver impedit l'aparició de vida pluricel·lular. És possible que hagués evolucionat vida complexa abans d'aquestes glaciacions, i que aquestes l'exterminessin. Tanmateix, la diversitat de formes de vida a l'Antàrtida actual ha creat desacords quant a si les temperatures fredes augmenten o redueixen el ritme de l'evolució.

## Desaparició
La baixa resolució del registre fòssil significa que la desaparició dels organismes ediacarians roman en part com un misteri. Sembla que hi hagué una desaparició relativament abrupta a finals del període Ediacarià; informes d'organismes «ediacarians» del Cambrià no tenen una acceptació universal. La causa –i realitat– d'aquesta desaparició és centre de debat.

### Biaix de conservació
L'abrupta desaparició de fòssils ediacarians al límit del Cambrià podria deure's simplement al fet que les condicions ja no afavorien la fossilització dels organismes ediacarians, que podrien haver continuat prosperant sense quedar conservats. Tanmateix, si eren comuns, s'hauria d'haver trobat més d'un exemplar ocasional en associacions fossilíferes excepcionalment preservades (jaciments com els esquists de Burgess o els esquists de Maotianshan —llevat que aquestes associacions representin un ambient que els organismes ediacarians no ocuparen mai, o un ambient no apte per a la seva conservació.

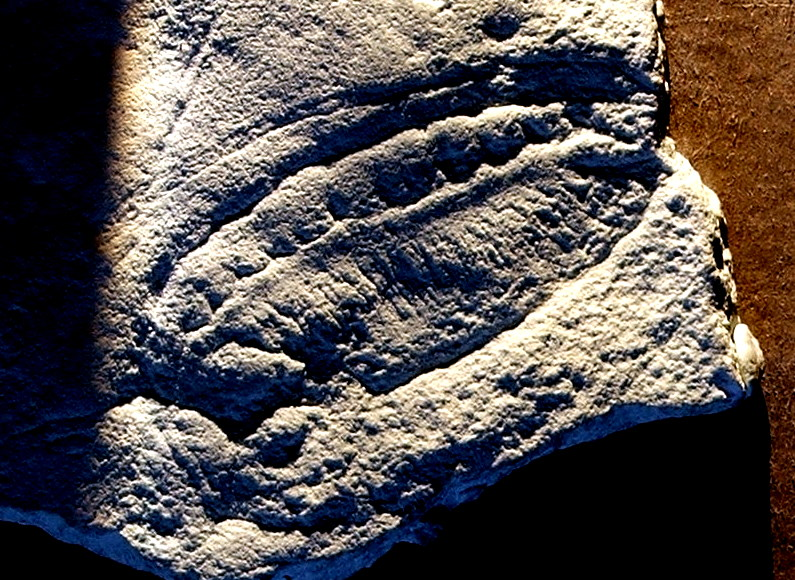
Kimberella podria haver tingut un estil de vida predador o pasturador

### Depredació i pasturatge
S'ha suggerit que, en el Cambrià inferior, organismes en una posició més alta dins la cadena tròfica causaren que pràcticament desapareguessin les capes microbials. Si aquests organismes pasturadors aparegueren en la mateixa època que començaren a declinar els organismes ediacarians, aleshores es pot suggerir que els pasturadors desestabilitzaren el substrat microbià, causant un desplaçament o despreniment dels ediacarians; o que la destrucció de les capes microbials pertorbà l'ecosistema, causant extincions.
Una altra possibilitat és que animals amb esquelet podrien haver-se alimentat directament dels organismes ediacarians, relativament indefensos. Tanmateix, si la interpretació de Kimberella (de l'Ediacarià) com a pasturador és correcta, aleshores es pot deduir que els organismes ediacarians ja afrontaven una amenaça limitada de «depredació».
Tanmateix, hi ha poca evidència d'icnofòssils en el període Ediacarià, cosa que s'oposa a la teoria del pasturatge actiu. A més, l'inici del Cambrià es defineix per l'aparició d'una associació global d'icnofòssils, ben diferent de la de l'Ediacarià, amb pocs indicis d'activitat.

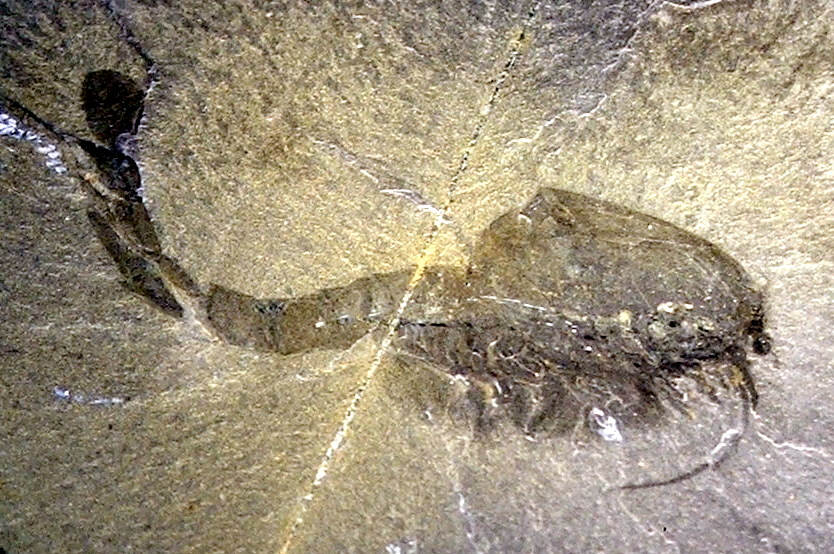
Animals cambrians com ara Waptia podrien haver competit amb, o haver-se alimentat de, les formes de vida ediacarianes

### Competició
És possible que un augment de la competició a causa de l'evolució d'innovacions clau dins d'altres grups, potser com a resposta a la depredació, expulsà els organismes ediacarians dels seus nínxols. Tanmateix, aquest argument no ha explicat amb èxit fenòmens similars. Per exemple, l'"exclusió competitiva" dels braquiòpodes per part dels bivalves fou finalment considerada el resultat coincident de dues tendències no relacionades.

### Canvi en les condicions ambientals
Tot i que és difícil inferir l'efecte que tenen unes condicions planetàries canviants sobre els organismes, comunitats i ecosistemes, hi hagué grans canvis a finals del Precambrià i principis del Cambrià inferior. La fragmentació de supercontinents, la pujada del nivell del mar (creant mars soms i «aptes per a la vida»), una crisi de nutrients, fluctuacions en la composició de l'atmosfera, incloent-hi els nivells d'oxigen i diòxid de carboni, i canvis en la química dels oceans (promovent la biomineralització) foren tots factors que hi tingueren un paper.

## Associacions
Es coneixen fòssils de tipus ediacarià en vint-i-cinc localitats arreu del món i en una varietat de condicions de dipòsit, i se'ls sol agrupar en tres tipus principals, que reben el nom de localitats típiques. Cada associació tendeix a ocupar la seva pròpia regió del morfoespai i, després d'un pol inicial de diversificació, no canvia gaire durant la resta de la seva existència.

### Associació de tipus Avalon
L'associació de tipus Avalon es defineix a Mistaken Point, al Canadà, la localitat més antiga amb un gran nombre de fòssils ediacarians. És fàcil datar l'associació perquè conté moltes capes fines de cendra, que són una bona font de zircons, que s'utilitzen en el mètode de datació radiomètrica d'urani-plom. Aquestes fines capes de cendra també preserven detalls exquisits.
Els organismes inclouen rangeomorfs de les profunditats marines, com ara Charnia, tots els quals comparteixen un cicle de creixement fractal. És probable que fossin preservats in situ (és a dir, no canviaren de posició després de morir), tot i que aquest punt no té una acceptació universal. Aquesta associació, tot i ser menys diversa que les de tipus Ediacara o Nama, s'assembla a les comunitats carboníferes d'alimentació en suspensió, cosa que pot suggerir la presència d'alimentació per filtratge —segons la majoria de les interpretacions, l'associació es troba en aigües massa profundes per a permetre la fotosíntesi. La baixa diversitat pot reflectir la profunditat de l'aigua –que limitaria les possibilitats d'especiació– o simplement podria ser massa antiga per a la presència d'una gran biodiversitat. L'opinió actual està dividida entre aquestes dues hipòtesis en conflicte.
Els organismes que formen aquest conjunt semblen haver sobreviscut fins a l'extinció de totes les formes ediacarianes a l'inici del Cambrià.

### Associació de tipus Ediacara
L'associació de tipus Ediacara deu el seu nom a les Ediacara Hills d'Austràlia, i consisteix en fòssils preservats en zones a prop de boques de rius (feixos prodeltaics). Se'ls sol trobar en capes de sorra i de llim formades per sota de la base habitual de moció aquàtica generada per les onades, però en aigües prou somes per a ser afectades per les onades durant tempestes. La majoria de fòssils estan conservats com a empremtes en capes microbials, però alguns estan preservats dins de compactacions de sorra.

### Associació de tipus Nama
L'associació de Nama es defineix a Namíbia. El més habitual és una preservació tridimensional, amb organismes conservats en capes de sorra amb les capes interiors. Dima Grazhdankin opina que aquestes formes representen organismes excavadors, mentre que Guy Narbonne sosté que vivien a la superfície. Aquestes capes queden entremig d'unitats que comprenen gresos, llims i esquists, amb capes microbials, si n'hi ha, que solen contenir fòssils. L'ambient és interpretat com a barreres de sorra formades a la boca dels defluents d'un delta fluvial.

### Significança de les associacions
A la regió del mar Blanc de Rússia, s'han trobat els tres tipus d'associació en indrets molt propers. Això, i el considerable encavalcament en el temps dels organismes, fa que sigui improbable que representin estadis evolutius o comunitats distintes en el temps. Com que es troben arreu del món –en tots els continents tret de l'Antàrtida–, els límits geogràfics no semblen jugar-hi un paper; es troben els mateixos fòssils en totes les paleolatituds (la latitud en què es formà el fòssil, tenint en compte la deriva continental) i en diferents conques sedimentàries.
El més probable és que les tres associacions representin organismes adaptats per sobreviure en ambients diferents, i que qualsevol patró aparent en diversitat o en edat no sigui més que una impressió provocada per les poques mostres descobertes; les associacions fossilíferes ediacarianes són molt escasses.
Com que els organismes ediacarians representen un estadi primitiu en la història de la vida pluricel·lular, no és sorprenent que no estiguin ocupats tots els diferents modes de vida. S'ha estimat que, dels noranta-dos modes de vida potencialment possibles (combinacions de mode d'alimentació, posició en la cadena tròfica, mobilitat...), només una dotzena n'estaven ocupats a finals de l'Ediacarià. En l'associació de tipus Avalon només se'n troben quatre. La manca de depredació a gran escala i excavació vertical són probablement els factors més importants que limitaven la diversitat ecològica; l'aparició dels dos durant el Cambrià inferior permeté que el nombre de modes de vida ocupats augmentés a trenta.